# 柴谷伊之助
柴谷 伊之助（しばたに いのすけ、旧姓・綿谷、1861年7月7日〈文久元年5月30日〉 - 1923年〈大正12年〉1月27日）は、日本の篤農家、資産家、政治家、実業家。大阪府東成郡天王寺村長。族籍は大阪府平民。

## 経歴
大阪府平民・綿谷庄七の二男。1880年、先代トクの養子となり後に家督を相続する。1915年7月23日から1920年11月16日まで天王寺村長をつとめた。
南海土地建物、大東土地各代表、阪南土地建物、摂津畜産興業各取締役、柴谷土地建物監査役などをつとめた。

## 人物
柴谷伊之助について『大阪経済雑誌 第18年（21）』によると「通称を禿といい、ドコの者とも分からぬ流れ渡りの柴谷伊之助という者がいる。柴谷家の養子となった者で、至て土地の憎まれ者である。」という。
『大正人名辞典』によると「大阪府の富豪として知られる。人柄は謹厚で勤勉、富んで驕らず、孜々として家運の発展に力む。」という。
住所は大阪府東成郡天王寺村字天下茶屋（現・大阪市）。

## 家族・親族
柴谷家
- 長男・利一[10]（1886年 - ?、柴谷合名会社社員） - 明治大学に学ぶ[13]。1923年、家督を相続する[13]。柴谷土地建物社長・同取締役[11]をつとめる。
  - 同妻・みち（1890年 - ?、兵庫、泉仙介の長女[3][10]、柴谷土地建物取締役[11]）
  - 同長男[8]
- 二女・トクノ（1892年 - ?、森田政義の妻[10]、大屋政子の母）
- 孫[10]

親戚
- 二女の夫・森田政義[10]（弁護士、衆議院議員）